# ارمانو کاپلی
ارمانو کاپلی (ایتالیایی: Ermanno Capelli؛ زادهٔ ۹ مهٔ ۱۹۸۵) دوچرخه‌سوار اهل ایتالیا است. وی در مسابقات جیرو دیتالیا شرکت کرده است.